# ويليام كينيث كيرنان
ويليام كينيث كيرنان هو سياسي كندي، ولد في 25 يوليو 1916 في كندا، وتوفي في 26 أغسطس 1997 بديلتا في كندا. حزبياً، نشط في British Columbia Social Credit Party ‏.